# Convención Internacional para la supresión de la Trata de Mujeres y Menores
La Convención Internacional para la supresión de la trata de mujeres y menores es un tratado multilateral de la Sociedad de las Naciones adoptada en Ginebra el 30 de septiembre de 1921 con el objetivo de "realizar en una forma más completa la represión de la trata de mujeres y menores señalada en el preámbulo del Convenio del 18 de mayo de 1904 y en la Convención del 4 de mayo de 1910 bajo la denominación de "trata de blancas".

## Antecedentes y marco
El crecimiento del movimiento de reforma social a fines del siglo XIX impulsó los esfuerzos internacionales de grupos de derechos de las mujeres, activistas de la higiene social y otros, para abordar la trata de mujeres y menores y su papel en la prostitución y la explotación laboral. Las convenciones internacionales anteriores habían sido ratificadas por 34 países en 1901 y 1904, y 1910 como "Acuerdo internacional para la supresión de la trata de blancas". La Liga de las Naciones, formada en 1919, se convirtió rápidamente en la organización que coordina los esfuerzos internacionales para estudiar e intentar poner fin a la práctica. El trabajo de la Liga en esta área se considera uno de sus éxitos, mientras que en general fue un fracaso debido a su incapacidad para evitar la guerra. El trabajo de la Liga en esta área fue una parte central de la novela de 1928, Decadencia y caída de Evelyn Waugh.
La Convención Internacional para la supresión de la trata de mujeres y menores extendió las protecciones del Acuerdo de 1904 y la Convención de 1910 a menores de cualquier sexo y aumentó el límite de edad de veinte a veintiún años en el caso de reclutamiento no forzado para la prostitución. La Convención de 1921 también cambió la terminología para incluir a todas las mujeres jóvenes y niños, no solo a las blancas además de alentar a los estados a luchar contra la trata de personas mediante la adopción de medidas legislativas y administrativas, específicamente mediante la concesión de licencias y la supervisión de las agencias de empleo para proteger a las mujeres y niños emigrantes e inmigrantes. Sin embargo, el enfoque todavía estaba en el tráfico y no en los crímenes cometidos contra las mujeres una vez que llegaron a sus destinos.
Finalmente, en 1933, la Convención internacional para la represión de la trata de mujeres de edad plena declaró punibles los actos de procurar, atraer o alejar a una mujer adulta con "fines inmorales" en otro país. También eliminó el consentimiento como defensa de la contratación. Aun así, ningún tratado intentó coordinar los esfuerzos entre las naciones con respecto al tráfico.

## Contenido
Entre sus artículos la Convención Internacional se establece "busca y castigo de los individuos que se dediquen a la trata de menores de uno u otro sexo" (artículo 2)  la "extradición de los individuos convictos de infracciones o condenados" (artículo 4)  la "vigilancia de agencias y oficinas de colocación (...) para lograr la protección de mujeres y menores que busquen trabajo en otros países (artículo 6) medidas para combatir la trata de mujeres y menores en Inmigración y Emigración no sólo a la salida y llegada de buques sino también durante la travesía, avisos para prevenir a las mujeres y a menores contra los peligros de la trata y señalar lugares donde pueden hallar alojamiento y ayuda (artículo 7).
ESTADOS PARTES: Albania, Alemania, Austria, Bélgica, Brasil, Imperio Británico (junto con el Canadá, la Commonwealth de Australia, la Unión del África del sur, Nueva Zelanda y la India), Chile, China, Colombia, Costa Rica, Cuba, Estonia, Grecia, Hungría, Italia, Japón, Letonia, Lituania, México, Noruega, los Países Bajos, Persia, Polonia, (con Danzig), Portugal, Rumania, Siam, Suecia, Suiza, Checoeslovaquia.

## Actualización
La Convención fue sustituida por el Convenio para la represión de la trata de personas y de la explotación de la prostitución ajena es una resolución de la Asamblea General de las Naciones Unidas aprobada el 2 de diciembre de 1949 que establece la prohibición del tráfico, medidas específicas administrativas y de ejecución, y medidas sociales destinadas a las personas víctimas del tráfico de personas. También presenta dos cambios en la perspectiva del problema de tráfico: considera las prostitutas como víctimas de los proxenetas, y evita los términos «trata de blancas» y «mujeres», adoptando por primera vez un lenguaje neutral respecto a raza y género.